# Hyla

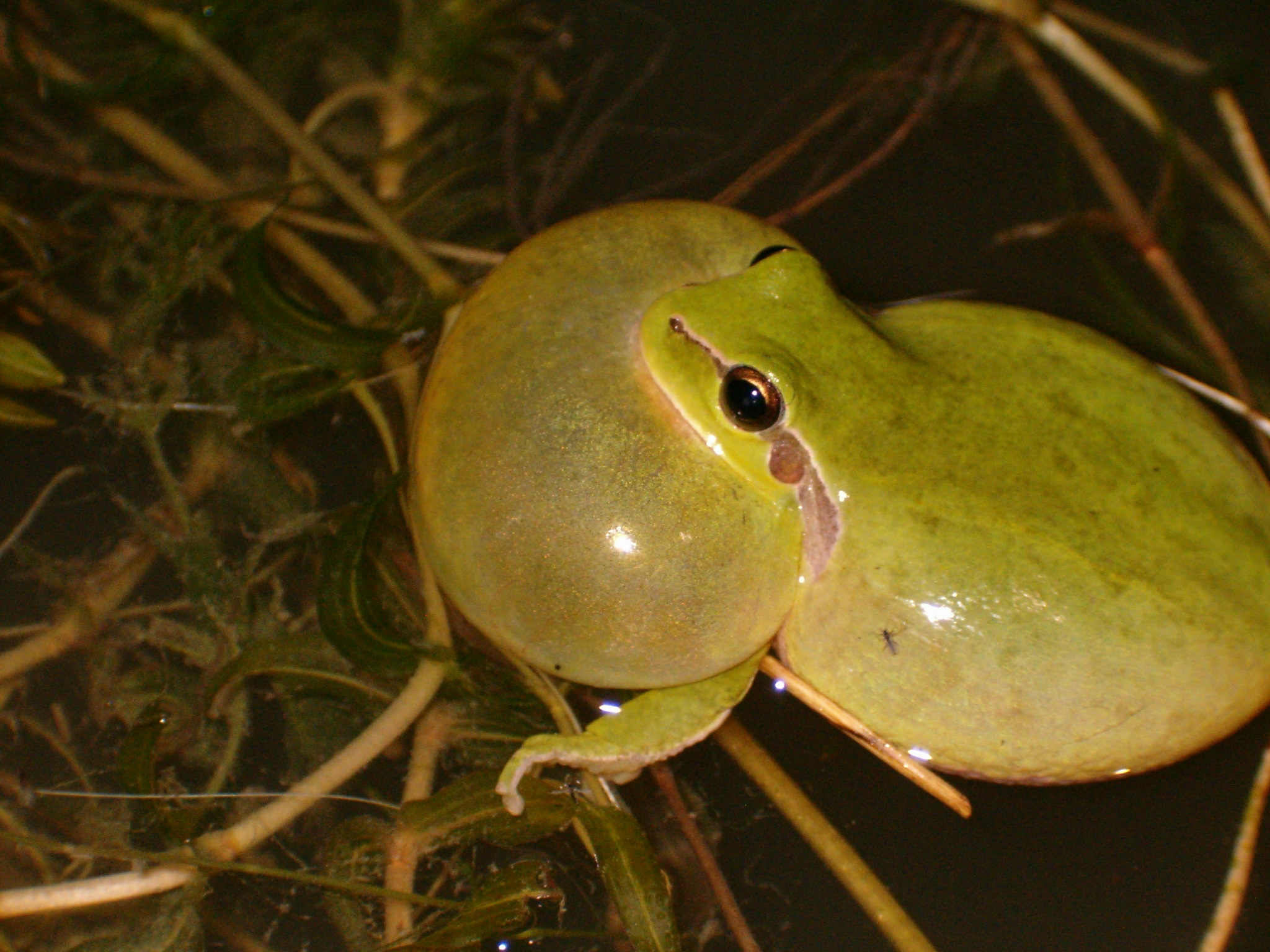
Mediterrán levelibéka (Hyla meridionalis)

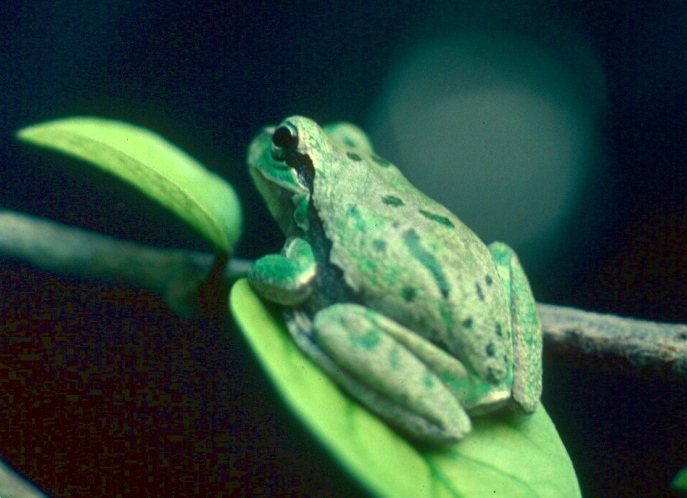
Szardíniai levelibéka (Hyla sarda)

A Hyla a kétéltűek (Amphibia) osztályába, a békák (Anura) rendjébe és a levelibéka-félék (Hylidae) családjába, azon belül a Hylinae alcsaládba tartozó nem.

## Rendszerezés
A nembe az alábbi fajok tartoznak.
- Hyla annectans (Jerdon, 1870)
- zöld levelibéka (Hyla arborea) (Linnaeus, 1758)
- Hyla carthaginiensis Dufresnes, Beddek, Skorinov, Fumagalli, Perrin, Crochet, & Litvinchuk, 2019
- kínai levelibéka (Hyla chinensis) Günther, 1858
- Hyla felixarabica Gvoždík, Kotlík, & Moravec, 2010
- Hyla hallowellii Thompson, 1912
- olasz levelibéka (Hyla intermedia) Boulenger, 1882
- mediterrán levelibéka (Hyla meridionalis) Boettger, 1874
- Hyla molleri Bedriaga, 1889
- Hyla orientalis Bedriaga, 1890
- Hyla perrini Dufresnes et al, 2018
- Hyla sanchiangensis Pope, 1929
- szardíniai levelibéka (Hyla sarda) (De Betta, 1853)
- Hyla savignyi Audouin, 1827
- Hyla simplex Boettger, 1901
- Hyla tsinlingensis Liu & Hu, 1966
- Hyla zhaopingensis  Tang & Zhang, 1984